# حبیب (نام)
حبیب ممکن است به یکی از موارد زیر اشاره داشته باشد:
- حبیب: خواننده ایرانی
- حبیب بن مظاهر: از کشته شدگان کربلا
- حبیب عجمی
- حبیب بی
- حبیب بورقیبه
- حبیب دهقانی
- میرزا حبیب اصفهانی
- حبیب کاشانی
- حبیب زرگرپور